# Gyrodactylus arcuatus
Gyrodactylus arcuatus är en plattmaskart. Gyrodactylus arcuatus ingår i släktet Gyrodactylus och familjen Gyrodactylidae. Inga underarter finns listade i Catalogue of Life.